# Askola
Askola è un comune finlandese di 4763 abitanti, situato nella regione dell'Uusimaa. Fino al 2011 apparteneva alla regione dell'Uusimaa Orientale, in seguito soppressa.
Il comune è noto soprattutto come luogo di nascita e residenza dell'autore Johannes Linnankoski.

## Società

### Lingue e dialetti
Il finlandese è l'unica lingua ufficiale di Askola.
| %     | Ripartizione linguistica (gruppi principali) |
| ----- | -------------------------------------------- |
| 3,4%  | madrelingua svedese                          |
| 94,6% | madrelingua finlandese                       |